# Paraphlepsius chepada
Paraphlepsius chepada är en insektsart som beskrevs av Delong 1982. Paraphlepsius chepada ingår i släktet Paraphlepsius och familjen dvärgstritar. Inga underarter finns listade i Catalogue of Life.